# Max Muncy
Maxwell Steven "Max" Muncy, född den 25 augusti 1990 i Midland i Texas, är en amerikansk professionell basebollspelare som spelar för Los Angeles Dodgers i Major League Baseball (MLB). Muncy är infielder, främst förstabasman.
Muncy draftades av Oakland Athletics 2012 som 169:e spelare totalt och gjorde sin MLB-debut för den klubben den 25 april 2015. 2017 skrev han på som free agent för Los Angeles Dodgers, där han blommat ut och tagits ut till två all star-matcher och varit med och vunnit World Series en gång.